# Jan Reyning
Jan Erasmus Reyning (1640 – 1697) è stato un pirata e marinaio olandese, ufficiale della marina dei Paesi Bassi.

## Biografia
Jan Reyning nacque a Flessinga, come figlio di un marinaio danese e una donna zelandese. Divenuto un marinaio come il padre, fu fatto prigioniero durante la seconda guerra anglo-olandese (1665 – 1667) e per qualche tempo dovette lavorare in una piantagione francese su Hispaniola, in stato di servitù debitoria. Attorno al 1667 divenne un cacciatore di frodo (bucaniere), due anni più tardi iniziò la carriera di pirata.
Nei primi anni, Jan Reyning razziò navi e insediamenti spagnoli nei Caraibi, in società con altri bucanieri, come Henry Morgan e Roc Brasiliano. Tuttavia nel 1672, a Campeche, offrì i propri servigi proprio alla Spagna, arrivando a prendere lezioni di catechismo come prova della propria buona volontà. Con Yellows e Philip Fitzgerald, altri due corsari al soldo della Spagna, Reyning prese quindi di mira le navi inglesi.
Dal 1673, nel corso della guerra franco-olandese e della terza guerra anglo-olandese, Jan Reyning difese la colonia olandese di Curaçao. Divenuto un rispettato ufficiale della marina, morì in una burrasca nel golfo di Biscaglia il 2 febbraio 1697.
| Controllo di autorità | VIAF (EN) 61275934 · ISNI (EN) 0000 0000 4444 8297 · LCCN (EN) no2005040398 |